# Избердей (станция)
Избердей — железнодорожная станция Юго-Восточной железной дороги на линии Мичуринск — Грязи (линия двухпутная, электрифицированная). Расположена в селе Петровское Петровского района Тамбовской области между станциями Никольское и Песковатка. В границах станции находятся остановочные пункты 439 км и 449 км.
На станции останавливаются летние поезда дальнего следования и несколько пригородных поездов в направлении Мичуринска и Воронежа.
Здание вокзала станции по конструкции аналогично вокзалу в городе Новый Оскол Белгородской области.

## История
Открыта в 1869 году как станция Козлово-Воронежской железной дороги, которая в дальнейшем была продлена до Ростова-на-Дону. С момента постройки до 1898 года станция называлась Муравьёво по фамилии владельца села Петровское майора А.П. Муравьёва.